# Оливник короткопалий
Оли́вник короткопалий (Hypsipetes amaurotis) — вид горобцеподібних птахів родини бюльбюлевих (Pycnonotidae). Мешкає в Східній Азії. Виділяють низку підвидів.

## Опис
Довжина птаха становить 28 см, з яких від 11 до 12,5 см припадає на довгий хвіст. Розмах крил становить 40 см. Забарвлення переважно сіро-коричневе, на щоках помітні коричневі плями, на голові невеликий чуб. Представники південних підвидів мають темніше забарвлення, ніж представники північних підвидів (відповідно до правила Глогера). Короткопалим оливникам притаманний гучний, писклявий щебет.

## Підвиди
Виділяють дванадцять підвидів:
- H. a. amaurotis (Temminck, 1830) — південь Сахаліну, Японія, Корея;
- H. a. matchiae (Momiyama, 1923) — південь Кюсю;
- H. a. ogawae Hartert, E, 1907 — північні острови Рюкю;
- H. a. pryeri Stejneger, 1887 — центральні острови Рюкю;
- H. a. stejnegeri Hartert, E, 1907 — південні острови Рюкю;
- H. a. squamiceps (Kittlitz, 1830) — острови Оґасавара;
- H. a. magnirostris Hartert, E, 1905 — острови Кадзан;
- H. a. borodinonis (Kuroda, Nagamichi, 1923) — острови Дайто;
- H. a. nagamichii Deignan, 1960 — Тайвань, острів Ланьюй;
- H. a. batanensis Mearns, 1907 — острови Батан[en], Івухос[en], Сабтанґ[en], Бабуян[en] і Кларо (крайня північ Філіппін);
- H. a. fugensis Ogilvie-Grant, 1895 — острови Далупірі[en], Калаян[en] і Фуґа[en] (Філіппіни на північ від Лусону);
- H. a. camiguinensis McGregor, 1907 — острів Каміґуїн[de] (Філіппіни на північ від Лусону).

## Поширення і екологія
Короткопалі оливники поширені на Сахаліні, в Японії, Кореї, на північному сході Китаю, на Тайвані і на філіппінських островах Бабуян і Батанес. Це перелітний вид, що зимує на півдні свого ареалу. В останні десятиліття, через зміни в сільському господарстві, короткопалі оливники зимують в північніших районах, ніж раніше. Під час міграцій утворюють великі зграї, шкодячи посівам.

## Поведінка
Влітку короткопалі оливники живляться переважно комахами, а взимку — плодами і насінням. Також взимку вони живляться нектаром квіток камелії, беручи таким чином участь в запиленні рослин.
Короткопалі оливники гніздяться в період з травня по вересень. Гнізда роміщуються на деревах. В кладці близько 5 яєць. Інкубаційний період триває 12-14 днів, пташенята покидають гніздо на 10-11 день. Батьки продовжують піклуватися про пташенят ще 1-2 місяці. 